# Lubuk Kepayang (Air Hitam)
Lubuk Kepayang is een bestuurslaag in het regentschap Sarolangun van de provincie Jambi, Indonesië. Lubuk Kepayang telt 1464 inwoners (volkstelling 2010).